# Parotis nigroviridalis
Parotis nigroviridalis là một loài bướm đêm trong họ Crambidae.